# 카인의 후예 (영화)
《카인의 후예》는 1968년 개봉한 대한민국의 영화로, 황순원의 장편소설 《카인의 후예》를 영화화한 것이다. 유현목 감독이 연출했고 김진규, 문희, 박노식, 장동휘 등이 출연했다.

## 줄거리
해방 이듬해의 평안도 양지골. 삼일절 경축잔치가 열리는 와중 보안소장이 이끄는 조선 노동당 세력이 마을에 도착한다. 이들 중 최씨는 아내인 오작녀를 두고 마을을 떠났다가 6년 만에 민청위원장이 되어 귀향했다. 보안소장은 마을 학당 현판을 떼어 버리고 학당을 운영하던 지주의 아들 박훈을 일갈하며, 토지 개혁 법령을 실시한다. 막 평양에서 찾아온 훈의 사촌동생 혁이 심상찮은 마을 분위기를 우려하자, 훈은 추이를 지켜보기로 한다.
술집에서 민청위원장이 된 무용담을 이야기하던 최씨는 우연히 아내 오작녀를 발견하고 찾아가 폭행한다. 이후 최씨는 훈을 불러서, 오작녀가 젖가슴 위로 만지지 못하게 한다며 훈이 오작녀는 내연남이 아니냐고 추궁한다. 이에 훈은 자신과 오작녀는 관계가 없으니 언제든 데려가라고 대답한다. 하지만 훈과 오작녀는 이미 서로 사랑하는 사이였다.
보안소장이 임명한 농민위원장은 간밤에 살해당한다. 소장은 훈을 불러 책을 내던지며 범인들이 훈이 그들에게 반공 사상을 주입했다고 몰아세운다. 새로운 농민위원장으로 훈네 집안의 마름이자 오작녀의 아버지 도섭 영감이 임명된다. 도섭 영감은 딸 오작녀를 도리깨로 두들겨 패고 훈이 막아서자 겨우 제지된다. 이후 오작녀는 상처로 몸져눕는다. 오작녀는 어느 밤 악몽을 꾸며 가슴이 답답하다고 하다가 간호하던 훈과 마주치고 슬퍼한다. 훈은 어머니가 준비해준 혼숫감과 가락지를 오작녀에게 준다.
보안소장이 이제 농민들을 불러모아 인민재판을 열어 반동 지주를 처단하자고 선언한다. 도섭 영감이 열심히 분위기를 띄우지만 잘 호응이 안 된다. 지주들이 차례로 토지와 재산을 빼앗긴다. 훈의 작은아버지는 다 내놓을 테니 저수지만 완성시킬 수 있게 해달라고 부탁한다. 훈은 이 광경을 바라보며 토지문서를 태워 버린다. 농민들의 행렬이 훈의 집에 도착하자, 훈은 가방을 챙겨 나가고 마을 사람들은 아무 말도 하지 못한다. 보안소장이 훈을 불러 세우고 열쇠를 내놓으라고 하자, 훈은 오작녀가 가지고 있다고 말한다. 오작녀는 마을 사람들을 규탄하면서 훈과 부부가 되었다고 고백한다. 지주가 소작농 딸과 결혼하면 몰수가 보류되므로 소장은 물러선다. 이에 분노한 도섭 영감은 언덕으로 올라가 훈의 할아버지 송덕비를 박살낸다.
훈은 월남을 결정하고, 오작녀도 데려가기로 마음먹는다. 끌려갔던 훈의 작은아버지는 탈출해서 저수지에 오고, 보안소장이 그를 쏴죽이자 저수지에 엎어져 죽는다. 아버지를 잃은 혁은 장례 후 훈에게 배신자인 도섭 영감을 죽이겠다고 다짐한다. 이에 훈은 도섭 영감도 살기 위해 그런 것이라고 옹호한다. 한편 최씨가 소련군에게 대들었다가 총을 맞고 죽었다는 이야기가 들린다.
훈은 혁 대신 도섭 영감을 직접 죽이기로 마음먹는다. 그 무렵 보안소장은 지주 숙청이 마무리되자 토사구팽으로 도섭 영감도 농촌위원장 자리를 박탈한다. 아들 삼득이가 훈의 작은아버지를 매장하는 것을 도왔다는 것을 알게 된 도섭 영감은 분노해서 삼득이를 찾다가 훈과 마주친다. 훈은 담배를 피우는 척을 하며 숨겨두었던 칼로 도섭 영감을 찌른다. 도섭 영감은 낫으로 훈을 공격하고 삼득이가 나타나 아버지를 막는다. 도섭 영감은 살의를 잃고, 삼득이는 훈에게 누나를 부탁한다며 가달라고 한다. 훈은 오작녀를 부르며 달려간다. 한편 혁은 자신이 도섭 영감을 처리하겠다는 전언을 받는다.

## 배역
- 김진규 : 박훈 역
- 문희 : 오작녀 역
- 박노식 : 도섭 영감 역
- 장동휘 : 마을 보안소장 역
- 정민 : 용제영감 역
- 최봉 : 최가 역
- 양훈 : 윤기풍 역
- 장훈 : 당손조 역
- 김칠성 : 남이부 농민 위원장 역
- 성소민 : 보안서원 역
- 이동민 : 보안서원 역
- 양일민 : 보안서원 역
- 최성관 : 김선생 역
- 박복남 : 갑성 역
- 남성진 : 박혁 역
- 안성진 : 홍수 역
- 박성구
- 박기택
- 노강
- 추봉
- 경윤수
- 송억
- 윤신옥
- 전영주
- 나정옥
- 석귀녀
- 지계순

## 수상
- 1968년 제7회 대종상
  - 우수반공영화상
  - 여우주연상 - 문희
  - 남우조연상 - 박노식
- 1969년 제12회 부일영화상
  - 최우수작품상
  - 남우주연상 - 김진규
  - 여우주연상 - 문희
- 1969년 제6회 청룡영화상
  - 작품상
  - 감독상 - 유현목
  - 남우조연상 - 박노식
  - 녹음상 - 이경순

## 같이 보기
- 제41회 아카데미상 외국어영화상 출품작 목록